# Katja Konschak
Katja Konschak (nacida como Katja Wollschläger, Halle, RDA, 1 de julio de 1978) es una deportista alemana que compitió en triatlón. Ganó una medalla de plata en el Campeonato Europeo de Ironman de 2016.

## Palmarés internacional
| Campeonato Europeo | Campeonato Europeo   | Campeonato Europeo | Campeonato Europeo |
| Año                | Lugar                | Medalla            | Prueba             |
| ------------------ | -------------------- | ------------------ | ------------------ |
| 2016               | Fráncfort (Alemania) | Medalla de plata   | Individual         |